# 天沼聰
天沼 聰（あまぬま さとし、1979年8月1日 - ）は、日本の実業家であり、株式会社エアークローゼットの創業者。

## 略歴
1979年生まれ、千葉県出身。ロンドン大学にて情報・経営を学び、帰国後アビームコンサルティングにて IT・戦略コンサルタントを約9年間従事。2011年、楽天に移籍し、 UI/UXに特化したWebのグローバルマネージャーを務める。2014年7月、「“ワクワク”が空気のようにあたりまえになる世界へ」をビジョンを掲げ、エアークローゼットを創業。2015年2月、日本初の普段着に特化したファッションレンタルサービス「airCloset」を立ち上げる。
2022年7月29日東京証券取引所グロース市場へ新規上場を果たす。

### 肩書き
- 株式会社エアークローゼット 代表取締役社長 兼 CEO[4]
- 一般社団法人シェアリングエコノミー協会 幹事[5]
- 一般社団法人日本パーソナルスタイリング振興協会 理事[6]
- 一般社団法人サブスクリプションビジネス振興会 初代理事[7]
- 一般社団法人 日本スタートアップ支援協会 顧問[8]
- Tokyo Fashion technology Lab  理事[9]
- 一般財団法人 大学生奨学財団 評議員[10]

## 人物
学生時代はアイルランドでの寮生活や乗馬などチームワークが必要な活動を経験。この頃から、チームや組織で一人ではできないことを達成することが好きだと気付き、起業を志す。「人々のライフスタイルにワクワクを提供したい」と考えアビームコンサルティング株式会社時代の同僚2名と起業することを決意。１～2か月の間に百数十以上のビジネスのアイデアを出し合った中で生まれたのが、普段着に特化をした女性向けサブスクリプション型のファッションレンタルサービス『airCloset』。当時、アイディアを元に200人以上の女性に直接ヒアリングをして内容を詰めていったという。

## 経営指針
会社設立前に「9 Hearts」という9つの行動指針を定めた。「法人格」を文字通りの人格と捉え、「行動に一貫性がない人は信頼されない」「だったら人格をしっかり作ろう」と創業メンバー3人で話し合ったのがきっかけ。経営陣が良いと思うチーム、法人格を表したのが「9 Hearts」。これに共感してくれる仲間を集め、継続的にこの指針を体現できる組織を作りたいという。

## 受賞歴
- 2015年 GOOD DESIGN AWARD 「グッドデザイン賞 」[15]

- 2015年 日経優秀製品・サービス賞2015 「日経MJ優秀賞」[16]

- 2017年 アントレプレナー表彰制度 「EY アントレプレナー・オブ・ザ・イヤー 2017 ジャパン」[17]

- 2018年 デロイトトーマツ主催「2018年日本テクノロジー Fast 50」1位[18]

- 2019年 ダイヤモンド経営者倶楽部特別表彰「フロンティア・オブ・ザ・イヤー」[19]

- 2022年 NEXT LEADERS2022[20]
- 2023年 第4回 日本サービス大賞「内閣総理大臣賞」[21]
- 2023年 HAPPY WOMAN AWARD 2023 for SDGs「女性応援ブランド賞」[22]

## 特許

### スタイリング提供システム[23]
株式会社エアークローゼットはユーザーの洋服への好みの情報と、在庫情報に基づき個々⼈の好みにあった洋服をマッチング・提案するためのシステムを開発し、特許を2017年2月3日に取得。
・特許番号 　　　　特許第 6085017 号
・登録⽇ 　　　　　平成 29 年 2 ⽉ 3 ⽇ (2017.2.3)
・発明の名称 　　　スタイリング提供システム

### 情報処理システム[24]
RFID(radio frequency identification：ICタグを使い、無線通信によってモノを識別・管理するシステム）を活用した、独自の物流システムに関する特許を2022年7月13日に取得。
・特許番号　　　　特許第7105347号
・登録日　　　　　令和４年7月13日（2022.7.13） 
・発明の名称　　　情報処理システム